# 楊摯君
楊摯君（1974年—），生於中國甘肅省，香港投資公司沃土資本（GREENLAND CAPITAL）董事長。

## 成就
2013年5月，任雙匯國際控股有限公司CEO，雙匯於以總價71億美元（包括債務），收購了體量是自身兩倍的全球最大豬肉加工企業史密斯菲爾德，業務橫跨中國、美國、歐洲等地，年收入超過210億美元。
此交易為當時中資企業在美最大收購案，需獲得中美多個政府機構的批准。為完成此次並購，楊摯君同時帶領公司的財務與投資團隊在香港募集了40億美元的銀團借款，在美國通過被並購公司史密斯菲爾德（SMITHFIELD FOODS INC.）再融資24億美元，並增發9億美元債券。
此次並購獲得了美國外國投資委員會和美國證監會的批准，通過了美國參議院的聆訊，還獲得了美國、中國、俄羅斯等五個國家的反壟斷審查。

## 經歷
- 楊摯君1996年7月畢業于四川大學。隨後加入河南省漯河市的雙匯集團，成為生產車間員工。
- 1997年至2003年，擔任集團董事長秘书。2004年起，楊摯君擔任雙彙集團重組辦公室副主任。
- 2008年至2012年，擔任雙匯國際控股有限公司及香港羅特克斯公司董事總經理、雙匯實業集團有限責任公司董事，負責集團海外投資事業。他帶領投資、財務、貿易和運營部門，調研了超過60個投資專案，包括全球領先的年收入超過42億歐元的瑞士烘培企業阿里茲塔公司（ARYZTA AG），以及烏克蘭最大農業企業、年收入超過13億美元的Ukrlandfarming。
- 2010-2012年，他負責集團的整體重組，將雙匯核心業務的價值260億人民幣（40億美元）的肉類加工資產注入深圳上市的雙匯發展，雙匯發展則向雙彙集團與羅特克斯增發股票。
- 2013年，楊摯君成為雙匯國際控股有限公司CEO，在他的領導下，雙匯於2013年5月29日以總價71億美元（包括債務），收購了體量是自身兩倍的全球最大豬肉加工企業史密斯菲爾德，業務橫跨中國、美國、歐洲等地，年收入超過210億美元。此交易為中資企業在美最大收購案，需獲得中美多個政府機構的批准。為完成此次並購，楊摯君同時帶領公司的財務與投資團隊在香港募集了40億美元的銀團借款，在美國通過被並購公司史密斯菲爾德（SMITHFIELD FOODS INC.）再融資24億美元，並增發9億美元債券。此次並購獲得了美國外國投資委員會和美國證監會的批准，通過了美國參議院的聆訊，還獲得了美國、中國、俄羅斯等五個國家的反壟斷審查。此次並購是一次實現多贏的中國企業成功的跨國收購，並購史密斯菲爾德之后，雙匯國際控股有限公司的市场价值翻倍。
- 2014-2015年，楊摯君任萬洲國際有限公司（雙匯國際控股有限公司於2013年12月更名）董事、雙匯實業集團有限責任公司董事、美國史密斯菲爾德公司董事。
- 2016年起，楊摯君任香港投資公司沃土資本（GREENLAND CAPITAL）董事長。

## 榮譽
楊摯君獲選2014-2016年哈佛大學甘迺迪政府學院訪問學者，研究中國企業海外並購的整合與管理。他還曾在2005年12月獲得美國愛荷華大學的EMBA學位。